# Engelse invasie van Schotland (1385)
De Engelse invasie van Schotland vond plaats in augustus 1385 ten tijde van de Honderdjarige Oorlog. Het was eerder een strafexpeditie dan een invasie.

## Achtergrond
Begin de jaren tachtig van de veertiende eeuw was er een financiële en menselijke moeheid geslopen in de Honderdjarige Oorlog. De twee nieuwe koningen Karel VI van Frankrijk en Richard II van Engeland hadden interne en externe problemen en waren toe aan een rustpauze, het Verdrag van Leulinghem van 1384. Het Verdrag van Leulinghem verviel begin 1385. Op basis van de Auld Alliance een samenwerkingsverband met het Koninkrijk Schotland, was het plan van koning Karel VI van Frankrijk, Engeland aan te vallen vanuit het noorden. De Schotten waren geen vragende partij.

## Verloop
De man die het plan moest waar maken was admiraal van Frankrijk Jean de Vienne. De Schotten waren niet bereid mee te werken, daarom kocht hij hen om. Op 22 maart vertrok Jean de Vienne met zijn vloot vanuit Sluis en arriveerde drie dagen later in Leith (Edinburgh). De campagne begon begin juli, de bedoeling was Roxburgh Castle te veroveren, maar dat was te moeilijk om in te nemen, dus nam de alliantie het zwak verdedigde kasteel van Wark op de grens met Northumberland.
Richard II, op de hoogte van de Franse aanwezigheid, ging in de tegenaanval. Op 11 augustus veroverde hij Edinburgh en plunderde de stad. De Schotten pasten de tactiek van de verschroeide aarde toe. Dat was niet alleen schadelijk voor het oprukkende Engelse leger, maar ook voor de eigen bevolking. Na veertien dagen trokken de Engelsen zich terug. De Schotten namen Jean de Vienne gevangen en eisten aan de Franse koning losgeld voor de geleden schade.
Richard II nam tijdens zijn regering geen acties meer tegen Schotland.